# Пустынь (Нюксенский район)
Пустынь — деревня в Нюксенском районе Вологодской области.
Входит в состав Востровского сельского поселения, с точки зрения административно-территориального деления — в Востровский сельсовет.
Расстояние по автодороге до районного центра Нюксеницы — 82 км, до центра муниципального образования Вострого — 13 км. Ближайшие населённые пункты — Борщовик, Стрелка, Копылово.
По данным переписи в 2002 году постоянного населения не было.